# Motograter
Motograter — американская метал-группа, образована в 1995 году Брюсом Батлером (известным как Grater), в Санта Барбаре, Калифорния.
Основное отличие Motograter от других групп в том, что они используют так называемый «мотогрэйтер» — инструмент собственного производства, составленный из промышленного кабеля и частей электрогитары, выдающий очень глубокие басовые звуки. Инструмент является чем-то средним по звучанию между ударными и бас-гитарой. На концертах музыканты выступают раскрашенными древесным углём.
Группа выпустила два полноценных альбома: Motograter (2003), Desolation (2017) и три EP — Hugh Chardon(1998), Indy (2000), Motograter (2009)

## История группы

### Indy (1997—2002)
В 1997 году Брюс и Джои решают собрать группу которая выделялась бы уникальным звучанием. В том же году они находят вокалиста в лице Зака Уорда (Zak Ward). Группа решает поэкспериментировать с хардкор звучанием.
В 1998 На вечеринке в честь Хэллоуина они встречают барабанщика Криса Бинса. Его привлекает идея играть необычную музыку.
В том же году ребята дают первое живое выступление в театре Ventura. Как рассказывал Крис:
«Там было просто дохрена людей которые хотели посмотреть на нас. Они были просто в а*уе. Джои здорово придумал вымазаться под дикарей, а наша бандура на которой играл Брюс заставила их а*уеть еще больше. Наше шоу превратилось в жесткий слэм и башинг!».
После этого к ним присоединился последний участник — семплер Эрик Гонзалес.
В 2000 году группа выпускает свой первый альбом Indy. Альбом интересен тем, что на нём полностью отсутствовали гитарные партии. В 2001 году к группе присоединяется Нэйл Годфэри.
В 2002 из группы уходят Годфэри, Гонзалес и Зак. На смену им приходят гитарист Мэт «Nuke» Ньюнс, и вокалист Айвен «Ghost» Муди.

### Motograter (2003—2005)
В 2003 группа выпускает одноимённый альбом Motograter. Это был первый альбом группы, где использовались гитары вместо семплов. Перед началом записи альбома, в группу был добавлен второй гитарист ДжиАр (англ. JR), а вернувшийся Зак стал бэк-вокалистом.
Летом того же года «Nuke» покидает группу и к ним присоединяется Ти Фьюри.
Летом 2004 года к группе приходит Аарон (A-Bomb) из Synthetic Delusion, и они приступают к записи нового альбома.
Чуть позже из группы снова уходит Зак. Группа его никем не заменила.
Осенью 2004-го, группа отправляется в тур без Брюса и Джои (Smur), оставив Криса как единственного постоянного участника группы. Вместо Мотогрэйтера тогда пришлось пригласить басиста Джонни Нейлза. Логически стоит подчеркнуть что он играл только в туре, пока Брюс не вернулся в группу.
В 2005 году группа объявляет о перерыве. Перед этим они отыграли концерт в 2006 с гитаристом «Nuke»,Заком, и Брюсом на Мотогрэйтере.

### Новый состав
В 2009, было объявлено о «возвращении» с «новым составом» в Санта-Барбаре, в Калифорнии. В новый состав также вошёл бас-гитарист, играющий параллельно с мотогрэйтером. Обновлённый состав состоял из гитаристов «Nuke» и Тайлера Хола, вокалиста Анджела, басиста Майлона Гайа, Твича на барабанах, и Брюса на мотогрэйтере.
В том же году уходит Брюс. Так, из группы ушёл единственный человек, который состоял в оригинальном составе.
На его место был принят Марк Нозлер
Первоначально новый состав назывался «Out Of Curiosity», и они исполняли кавер-версии песен Motograter.
Звучание «нового состава» можно было охарактеризовать как экстремальный метал, и оно все дальше уходило от Тribal/Аggro-rock’a оригинальных Motograter. Группа также записывала электронные семплы и перкуссию, вставляя их в песни. Использование басов также сильно изменило звучание песен, как если бы Мотогрэйтер был бы использован одновременно с ней. В сентябре 2011 года группа снова временно прекратила деятельность, однако в январе 2014 года вновь заявила о себе. В составе снова произошли некоторые изменения - за Мотогрэйтер теперь встал Майкл Стюарт, за барабаны сел Ной Робертсон, новым ритм-гитаристом стал Кери Гленнон. Так же, в группу снова добавился перкуссионист - Лэйн Стил. Группа отыграла свой первый концерт за три года 8 Февраля 2014 года, в Санта - Эне, в Калифорнии.

### 2015 - 2017 Desolation
Летом 2015 года группа дала интервью, в котором рассказала о своих планах: вернуться в строй и записать второй альбом. Чуть позже, группа объявила о начале сбора средств для записи альбома. Вся финансовая помощь осуществлялась фанатами, сбор средств происходил на Kickstarter. Осенью 2015 года Motograter приступили к записи материала, после того, как набрали нужную сумму. Выход альбома намечен на 11 августа 2017 года. Из состава ушел перкуссионист, а нынешний мотогрейторист Дастин "Сканк" теперь играет на нем только на живых выступлениях. Звучание коллектива теперь являет собой грув-метал с индастриал-металом.

## Дискография

### Альбомы
- Hugh Chardon [EP] (1998)
- Indy [EP] (2000)
- Motograter (2003)
- Motograter [EP] (2009)
- Desolation (2017)

## Другие записи
(1998) Demo
(2002) Demo

## Видеография
- Suffocate
- Down
- Prophecies (Доступен только на официальном DVD)
- Portrait Of Decay
- Dorian

## Интересные Факты
- Интересно, что на альбоме Motograter (2003) есть песня, посвящённая одному из великих мятежников в истории.

«В песне „No Name“, — говорит Иван, — я получил идею от Моцарта. Он был захоронен некоторое время в неподписанной могиле, потому что он восстал против политических деятелей его дней. Я всегда полагал, это иллюстрирует, что тот кто имеет храбрость быть другим, обычно осуждается. Или захоранивается, как он — без имени.»
- Группа перед каждым концертом проводит определённый ритуал племени.

«Мы воины, — говорит Брюс, — когда мы идём на сцену мы подходим к этому как воины. Мы раскрашиваем наши лица древесным углем и медитируем перед каждым шоу. Мы называем это нашей боевой раскраской. Мы всегда делали это. Шоу для нас это место, через которое мы можем донести наше сообщение. Мы словно племя»
- Песня Suffocate c альбома Motograter (2003) вошла в саундтрек к фильму ужасов «Техасская резня бензопилой (фильм, 2003)»

## Инструмент Motograter
«Первоначально идея Motograter заключалась в том, чтобы соединить бас и барабаны». Говорит Батлер, который начал сотрудничество со своим другом Дейвом Броганом в 1995 году. Однажды Брюс увидел как его друг играет на басу, который лежал у него на коленях. Это и вдохновило его на создание Motograter. «Я сказал Джой, Нам не нужна бас-гитара, потому что мы сможем сами создать свой собственный инструмент!» Они купили старую гитару, разобрали её, нашли сварщика (Энтони Пол), и вот, первый Motograter готов, напоминающий средневековую гладильную доску с басовыми струнами, и ржавую пилу одновременно. Они окрестили его «Motograter» — как лезвия на тракторах, автогрейдеры. Но, хотя сделанный для Джои Motograter оказался гораздо меньше, чем поздняя модель, так что трудолюбивый дуэт решили изготовить следующую модель из двух рабочих кабелей, что облегчило игру на инструменте.
Motograter состоит из двух больших промышленных кабелей, по которым Брюс лупит барабанной палочкой и дергает по ним пальцами, чтобы получить разные звуки. Инструмент имеет L-образную форму, где Брюс сидит в центре. К Мотогрейтеру также крепятся мачете и другие вещи, которые, как утверждается, используются при создании дополнительного звука.
 (недоступная ссылка)  (недоступная ссылка с 12-08-2013 [4356 дней])